# Osikovo (distrikt i Blagoevgrad)
Osikovo (bulgariska: Осиково) är ett distrikt i Bulgarien.   Det ligger i kommunen Gărmen och regionen Blagoevgrad, i den sydvästra delen av landet, 120 km söder om huvudstaden Sofia.
I omgivningarna runt Osikovo växer i huvudsak blandskog. Runt Osikovo är det ganska glesbefolkat, med 38 invånare per kvadratkilometer.